# Стойкович Афанасій Іванович
Афанасій Іванович Стойкович (20.вересня (3 жовтня) 1773, Рума (Сербія) — 25 вересня (6 жовтня) 1832, Санкт-Петербург)  — фізик, професор, ректор Харківського університету (1807—1809, 1811—1813).

## Життєпис
Навчався у Единбурзькій, Сегединській і Пресбургській академіях вищих наук (в останній закінчив курс з відзнакою («primus inter eminentes»)).
У 1797—1799 рр. слухав лекції в Геттінгенському університеті.
У 1799 р. здобув ступінь доктора вільних наук і філософії в Тюбінгенському університеті.
За час навчання отримав 18 схвальних атестатів різних професорів, що відзначали його блискучі здібності та величезну старанність.
Своїми видатними даруваннями, блискучою освітою і енергійним характером звернув на себе увагу австрійського уряду, який в той час планував створити міністерство у справах слов'янського населення. Стойкович мав з цього приводу кілька аудієнцій у австрійського імператора, пов'язаних з обговоренням цього проекту. Передбачалося, що Стойкович очолить міністерство, проте його в результаті не було призначено на посаду міністра через відмову перейти з православ'я в католицизм.
У 1803 р. попечитель Харківського навчального округу С. А. Потоцький запросив Стойковича на посаду професора фізики в Харківському університеті, що готувався до відкриття. В У 1804 р. Стойкович приїхав до Харкова. Разом з В. Н. Каразіним брав активну участь в організації університету, зокрема, створенні фізичного кабінету, яким згодом завідував. В університеті читав теоретичну й експериментальну фізику, фізичну географію, метеорологію та астрономію, а на практичних заняттях показував досліди і пояснював слухачам поему Лукреція «Про природу речей» і "Георгіки" Вергілія. у 1806—1807 рр. також читав сільське домоведення.
У 1805—1809 рр. (з перервою) — декан відділення фізичних та математичних наук філософського факультету, у 1804—1810 рр. (з перервою) — секретар Загальних Зборів університету.
У 1805—1813 рр. — член училищного комітету при університеті.
У 1807 р. обраний на один рік ректором університету.
З 20 вересня 1809 р.він — член-кореспондент Імператорської академії наук.
У 1811 р. Стойкович, який був проректором університету, почав виконувати обов'язки ректора після смерті І. С. Рижського, який обіймав цю посаду. Звернувся до міністра народної освіти щодо заміни річного строку обрання на посаду ректору трирічним. Міністр відмовився призначити Стойковича ректором на три роки, надавши університетській раді зробити вибір в установленому порядку. Стойкович був обраний ректором на трирічний термін.
У грудні 1812 р. ад'юнкт по архітектурі Харківського університету Є. О. Васильєв звинуватив Стойковича в торгівлі вином. Під час слідства з'ясувалося, що Стойкович під виглядом фізичних інструментів та книг, які виписувалися ним для потреб університету, купував угорське вино та перепродував його своїм знайомим та іншим особам, що було відоме й серед викладачів університету.
21 травня 1813 р. Стойкович отримав від міністра дозвіл виїхати у відпустку на три місяці на Кавказькі мінеральні води «для поправки здоров'я», розслідування його справи на цей час було припинено. Одночасно міністр віддав розпорядження про обрання нового ректора, посилаючись на часті відлучки Стойковича з університету через хворобу. У серпні 1813 р. ректором був обраний професор Т. Ф. Осиповський, а Стойкович пішов у відставку. У 1815 р. подав прохання про перегляд справи, однак воно було відхилене.
Після своєї відставки переїхав до Санкт-Петербурга. З 1826 р. був членом «Комітету для розгляду навчальних посібників». З 1829 р. і до кінця свого життя працював в департаменті державного господарства та публічних будівель Міністерства внутрішніх дел.
Стойкович був обраний членом-кореспондентом Імператорської Академії наук (з 1809 р.), член вчених товариств в Геттінгені, Празі, Варшаві, Ієнського та Московського товариств природодослідників. Один із засновників Харківського філотехнічного товариства, а потім — його почесний член. З 1809 р. — дійсний член Вільного економічного товариства, з 1814 р. — член Московського університету і товариства сприяння лікувальним і фізичним наукам при Московському університеті. З 1816 р. — член Медико-хірургічної академії, з 1827 р. — дійсний член Московського товариства сільського господарства, з 1828 р. — член Російської академії.

## Нагороди
- Орден Св. Анни.
- Орден Св. Володимира[5]

## Обрані праці
- О воздушных камнях и их происхождении. — Харьков: Унив. тип., 1807. — LVI, 271 с.
- Начальные основания умозрительной и опытной физики. — Харьков: Унив. тип., 1809. — Ч.1. — 451 c.
- О предохранении себя от ударов молнии во всех случаях жизни. — Харьков: Унив. тип., 1810. — XXIV, 286 с.
- Начальные основания физической географии. — Харьков: Унив. тип., 1813. — 329 с.
- Система физики. — Харьков: Унив. тип., 1813.
- О саранче и способах истребления ее. — СПб.: Иждивением Имп. Вольного экон. о-ва при Имп. акад. наук, 1825. — 50 с.
- О соломенных и разных других отводах молнии и града. — СПб. — Тип. А.Смирдина, 1826. — X, 52 с.
- Летописи открытий и изобретений касательно домашнего и сельского хозяйства, искусств и сохранения здравия и жизни людей и животных. — СПб.: Тип. Имп. рос. акад., 1829.
- О неблагоразумном и превратном домашнем воспитании детей. В примерах по способу Сальцмана. Книга для родителей и наставников. — СПб., 1831.